# Kecamatan Buluspesantren
Kecamatan Buluspesantren är ett distrikt i Indonesien.   Det ligger i provinsen Jawa Tengah, i den västra delen av landet, 400 km sydost om huvudstaden Jakarta.